# ジョン・ブレイ
ジョン・ブレイ（John Bray、1875年8月19日 - 1945年7月8日）は、アメリカ合衆国の陸上競技選手。1900年パリオリンピックの銅メダリストである。

## 経歴
ブレイは、マサチューセッツ州の伝統あるウィリアムズ・カレッジ出身。ニューヨークアスレチッククラブに所属し、19世紀の終わりごろにはアメリカで最も力のある中距離ランナーの一人と目されるようになった。1898年、1899年のAAU選手権（全米選手権）の880ヤードと1マイルでは、優勝はできなかったものの、上位入賞を果たしている。
1900年5月30日に、ニュージャージー州ベイヨンで行われた大会の1500mで非公認ながら4分09秒0の世界最高をマーク。同年のパリオリンピックのアメリカ代表に選ばれた。
パリでは、800mと1500mに出場。800mは決勝に進出したものの、6選手中最下位に終わった。世界最高記録を持っていた1500mは、当初予選が7月15日の日曜日に行われる予定であった。しかし、アメリカから出場していた4選手のうち、ジョン・クリーガンと、アレクサンダー・グラントは宗教上の理由から日曜日のレース出場を拒否。人数が少なくなったことから予選は取りやめられ、一発決勝となった。ブレイは、イギリスのチャールズ・ベネット、フランスのアンリ・デロージュに遅れたものの、同じアメリカのデビッド・ホールを押さえて3位となり銅メダルを獲得した。トップ4選手までが、ブレイの世界記録を上回るタイムであった。